# Objaw Westermarka
Objaw Westermarka (ang. Westermark sign) – objaw radiologiczny występujący w zatorowości płucnej, polegający na zmniejszeniu rysunku naczyniowego (zwiększeniu przejrzystości) części obwodowej z powodu zatoru lub odruchowej wazokonstrykcji. Został po raz pierwszy opisany przez Nilsa Westermarka. 